# Gabor (James Bond)
Gabor é um personagem do filme 007 - O Mundo não é o Bastante (The World Is Not Enough), 19º da franquia cinematográfica oficial do espião britânico James Bond, criado por Ian Fleming. O título do filme é um motto tirado do romance de 007 On Her Majesty's Secret Service, escrito por Fleming em 1963. O personagem existe apenas no cinema e foi vivido nas telas pelo ator e profissional de wrestling fijiano John Seru.

## Características
Gabor é o guarda-costas pessoal de Elektra King, a milionária e herdeira do ramo do petróleo que foi raptada no passado pelo terrorista Renard e que contraiu Síndrome de Estocolmo durante o cativeiro, tornando-se assassina do próprio pai, traidora dos britânicos que a protegiam e capanga do terrorista vilão. Além de estar constantemente ao redor de Elektra protegendo-a fisicamente e geralmente em silêncio, parece ser alguém que também está a par dos segredos da patroa, o que fica evidente quando Elektra lhe dá um olhar cúmplice pouco antes da explosão de uma bomba num gasoduto.

## No filme
Gabor aparece acompanhando Elektra quando ela visita um de seus gasodutos que se encontra sobre protesto dos moradores da região e também no helicóptero onde ela entra com Bond em seguida, mas fica nele enquanto os dois pulam da aeronave em esquis para esquiar pelas montanhas. Sempre ao seu lado em suas aparições sociais e públicas no filme, a acompanha ao cassino de  Valentin Zukovsky onde ela perde propositalmente um milhão de dólares e está presente como guarda-costas e assassino quando M e os agentes do MI-6 visitam Elektra em Baku e são todos mortos, à exceção de M, pelos capangas da milionária.
Gabor e seus homens prendem James Bond e a Dra. Christmas Jones e os levam como prisioneiros para a Torre da Donzela, prisão e centro de tortura de Elektra. Lá defendem a torre contra o ataque de Zukovsky e seus homens que vieram resgatar 007. Quando Bond consegue se livrar do aparelho de tortura no qual tinha sido preso por Elektra e pega uma arma caída para matá-la, Gabor vem em seu socorro e é morto a tiros por 007.